# Pantelis Kafes
Pantelis Kafes (grč. Παντελής Καφές) (Veria, 24. lipnja 1978.) je grčki umirovljeni nogometaš. Kao vezni igrač poznat je kao jedan od rijetkih nogometaša koji nose dres s brojem 1 koji je namijenjen vratarima. Bio je nagrađivan zbog igračke kreativnosti i vještine prelaženja protivničkih igrača.

## Klupska karijera

### Pontioi Verias
Kafes je profesionalnu karijeru započeo u siječnju 1995. kada je u dobi od 17 godina potpisao za Pontioi Verias. Krajem te sezone klub je pao u treću ligu a Kafes je otišao u zimskom prijelaznom roku sezone 1996./97. u solunski PAOK.

### PAOK Solun
Pantelis Kafes je impresionirao vlastitim igrama u PAOK-u. U sezoni 1998./99. je postao standardnim članom prve momčadi te je pritom zabio sedam pogodaka. S klubom je 2001. i 2003. osvojio grčki kup. Klub je napustio 2003. zbog spora s klupskim vodstvom PAOK-a zbog neisplaćenih plaća.

### Olympiakos
Pirejski Olympiakos je s igračem 2003. godine potpisao trogodišnji ugovor. S novim klubom Kafes je prvi puta u karijeri nastupio u Ligi prvaka te osvojio najviše trofeja. S klubom je 2005. i 2006. osvojio dvostruku krunu s time da je od 2005. do 2007. osvojio tri uzastopna naslova grčkog prvaka.

### AEK Atena
Igrač je 2007. potpisao ugovor s atenskim AEK-om te je nastavio s vlastitom tradicijom nošenja dresova s brojem 1. Bio je član prve momčadi koja se te sezone borila za naslov prvaka ali je u konačnici bila druga. 12. siječnja 2008. Kafes je protiv Verije postigao svoj prvi pogodak za AEK. U veljači iste godine postigao je pogodak i protiv bivšeg Olympiacosa u visokoj 4:0 pobjedi. 12. lipnja 2009. Kafes je potpisao novi trogodišnji ugovor s klubom čime će ostati u AEK-u do 2012. Pristao je na smanjenje plaće kako bi se atenskom klubu pomoglo u rješavanju financijskih poteškoća. 11. srpnja 2009. Kafesu je predana kapetanska traka kluba za nadolazeću sezonu. Kapetanom je ostao i u sezoni 2010./11.

## Reprezentativna karijera
Kafes je za grčku reprezentaciju debitirao u prijateljskom susretu protiv Hrvatske u travnju 2001. dok je svoj prvi reprezentativni pogodak postigao u utakmici protiv Austrije igranoj u Beču u ožujku 2003. Bio je član trofejne grčke reprezentacije koja je 2004. postala novi europski prvak. Od većih natjecanja nastupao je i na Kupu konfederacija 2005. Nakon kvalifikacijskog ciklusa za Mundijal u Njemačkoj 2006. Kafes više nije zvan u reprezentaciju. Nakon odlaska Otta Rehhagela s grčkog kormila i dolaskom Fernanda Santosa igrač je ponovo pozvan u reprezentaciju u sklopu kvalifikacija za EURO 2012. Tako je igrač nastupio za Grčku 8. listopada 2010. protiv Latvije kada je ušao u igru kao zamjena Giorgosu Karagounisu. Bio je to njegov prvi nastup za reprezentaciju od kada ju je preuzeo Santos. 17. studenog 2010. prikupio je i drugi nastup pod Santosovim vodstvom u prijateljskoj utakmici protiv Austrije.

### Pogoci za reprezentaciju
| #  | Datum               | Mjesto              | Protivnik | Pogodak | Rezultat | Natjecanje                 |
| -- | ------------------- | ------------------- | --------- | ------- | -------- | -------------------------- |
| 1. | 26. ožujka 2003.    | Graz, Austrija      | Austrija  | 1 – 2   | 2 – 2    | Prijateljska utakmica      |
| 2. | 20. kolovoza 2003.  | Norrköping, Švedska | Švedska   | 2 – 1   | 2 – 1    | Kvalifikacije za EURO 1996 |
| 3. | 16. studenoga 2005. | Pirej, Grčka        | Mađarska  | 2 – 1   | 2 – 1    | Prijateljska utakmica      |

## Osvojeni trofeji

### Klupski trofeji
| Klub       | Natjecanje      | Godina |
| Grčka      | Grčka           | Grčka  |
| ---------- | --------------- | ------ |
| Olympiakos | Grčko prvenstvo | 2005.  |
| Olympiakos | Grčko prvenstvo | 2006.  |
| Olympiakos | Grčko prvenstvo | 2007.  |
| PAOK       | Grčki kup       | 2001.  |
| PAOK       | Grčki kup       | 2003.  |
| Olympiakos | Grčki kup       | 2005.  |
| Olympiakos | Grčki kup       | 2006.  |

### Reprezentativni trofej
| Portugal   | Portugal |
| Natjecanje | Trofej   |
| EURO 04'   | Zlato    |
| ---------- | -------- |